# A Kylie Christmas
A Kylie Christmas er den femte EP af den australske sangerinde Kylie Minogue udgivet af Parlophone og EMI. EP'en blev udgivet på iTunes med titlen A Kylie Chritmas den 30. november 2010 med to sange, og senere med titlen A Christmas Gift den 1. december 2010 med tre sange, herunder "Aphrodite" og "Can't Beat the Feeling" fra hendes ellevte studiealbum Aphrodite.

## Sporliste
A Kylie Christmas
1. "Let It Snow" – 1:57
2. "Santa Baby" – 3:22

A Christmas Gift
1. "Aphrodite" – 3:45
2. "Can't Beat the Feeling" – 4:10
3. "Santa Baby" – 3:22

## Udgivelse historie
A Kylie Christmas
| Land           | Dato              | Pladeselskab   | Format           |
| -------------- | ----------------- | -------------- | ---------------- |
| USA            | 30. november 2010 | EMI/Parlophone | Digital download |
| Storbritannien | 30. november 2010 | EMI/Parlophone | Digital download |
| New Zealand    | 12. december 2010 | EMI/Parlophone | Digital download |
| Australien     | 12. december 2010 | EMI/Parlophone | Digital download |

A Christmas Gift
| Land           | Dato             | Pladeselskab   | Format           |
| -------------- | ---------------- | -------------- | ---------------- |
| USA            | 1. december 2010 | EMI/Parlophone | Digital download |
| Storbritannien | 1. december 2010 | EMI/Parlophone | Digital download |